# Пиј де Дом
Пиј де Дом (фр. Puy-de-Dôme) департман је у централној Француској. Припада региону Оверња, а главни град департмана (префектура) је Клермон Феран. Департман Пиј де Дом је означен редним бројем 63. Његова површина износи 7.970 км². По подацима из 2010. године у департману Пиј де Дом је живело 632.311 становника, а густина насељености је износила 79 становника по км².
Овај департман је административно подељен на:
- 5 округа
- 61 кантона и
- 470 општина.

## Демографија
| 1999.   | 2011.   |
| ------- | ------- |
| 604.266 | 635.469 |